# Кесак
Кеса́к (фр. Queyssac) — коммуна во Франции, находится в регионе Аквитания. Департамент — Дордонь. Входит в состав кантона Бержерак-2. Округ коммуны — Бержерак.
Код INSEE коммуны — 24345.

## География
Коммуна расположена приблизительно в 460 км к югу от Парижа, в 90 км восточнее Бордо, в 34 км к юго-западу от Перигё.

### Климат
Климат умеренный океанический со средним уровнем осадков, которые выпадают преимущественно зимой. Лето здесь долгое и тёплое, однако также довольно влажное, здесь не бывает регулярных периодов летней засухи. Средняя температура января — 5 °C, июля — 18 °C. Изредка вследствие стечения неблагоприятных погодных условий может наблюдаться непродолжительная засуха или случаются поздние заморозки. Климат меняется очень часто, как в течение сезона, так и год от года.

## Население
Население коммуны на 2010 год составляло 467 человек.
| 1962 | 1968 | 1975 | 1982 | 1990 | 1999 | 2010 |
| ---- | ---- | ---- | ---- | ---- | ---- | ---- |
| 276  | 256  | 289  | 363  | 439  | 459  | 467  |

## Администрация
| Период | Период | Фамилия              | Партия       | Примечания |
| ------ | ------ | -------------------- | ------------ | ---------- |
| 1989   | 2020   | Франсис Папатаназиос | беспартийный |            |

## Экономика
В 2010 году среди 298 человек трудоспособного возраста (15-64 лет) 210 были экономически активными, 88 — неактивными (показатель активности — 70,5 %, в 1999 году было 69,5 %). Из 210 активных жителей работали 198 человек (95 мужчин и 103 женщины), безработных было 12 (6 мужчин и 6 женщин). Среди 88 неактивных 16 человек были учениками или студентами, 54 — пенсионерами, 18 были неактивными по другим причинам.

## Достопримечательности
- Церковь Св. Петра в оковах (XI век)[5]

## Фотогалерея
- Церковь Св. Петра в оковах
- Интерьер церкви
- Военный мемориал
- Источник
- Река Сез